# Związek Nauczycielstwa Polskiego

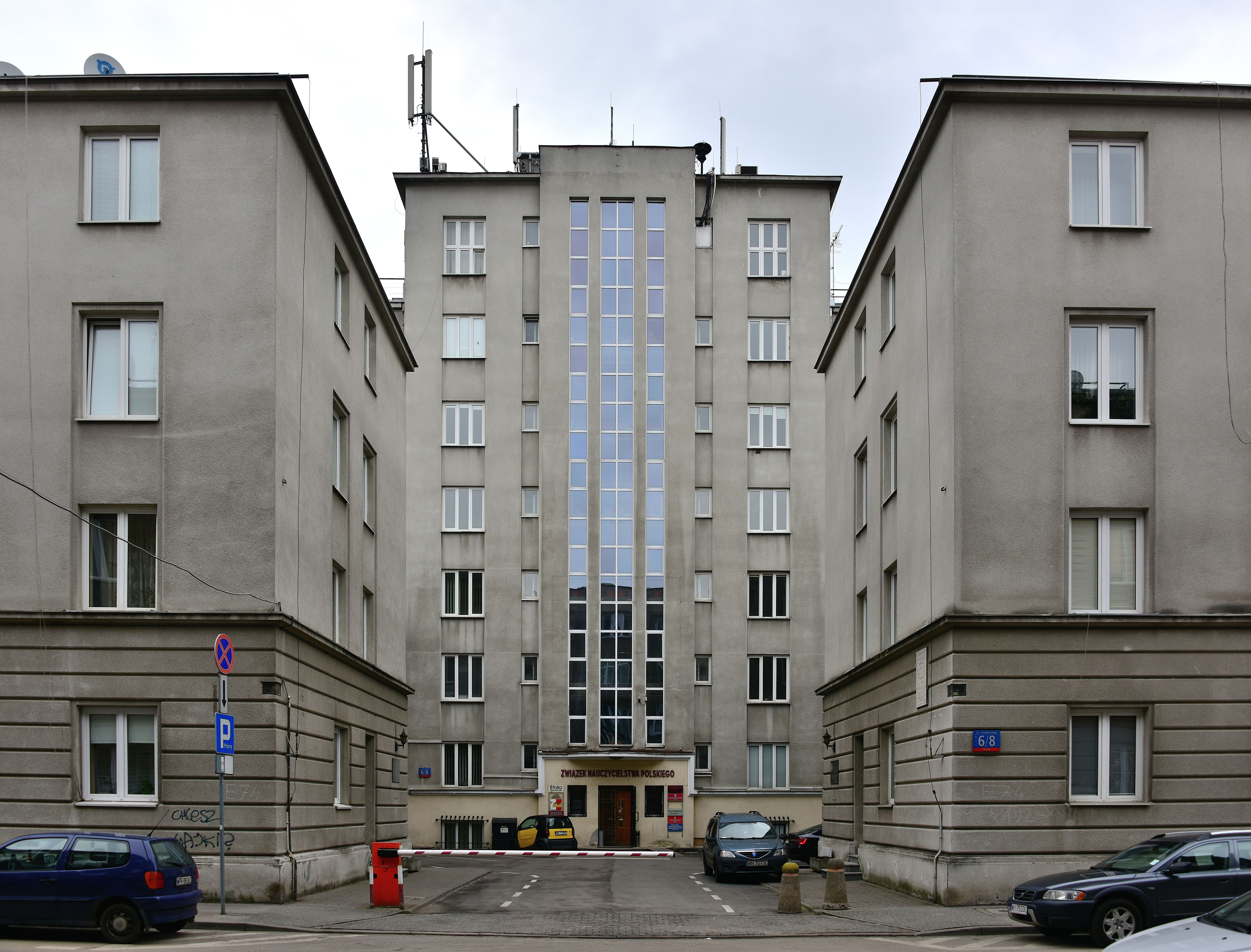
Siedziba ZNP przy ul. Smulikowskiego 6/8 w Warszawie

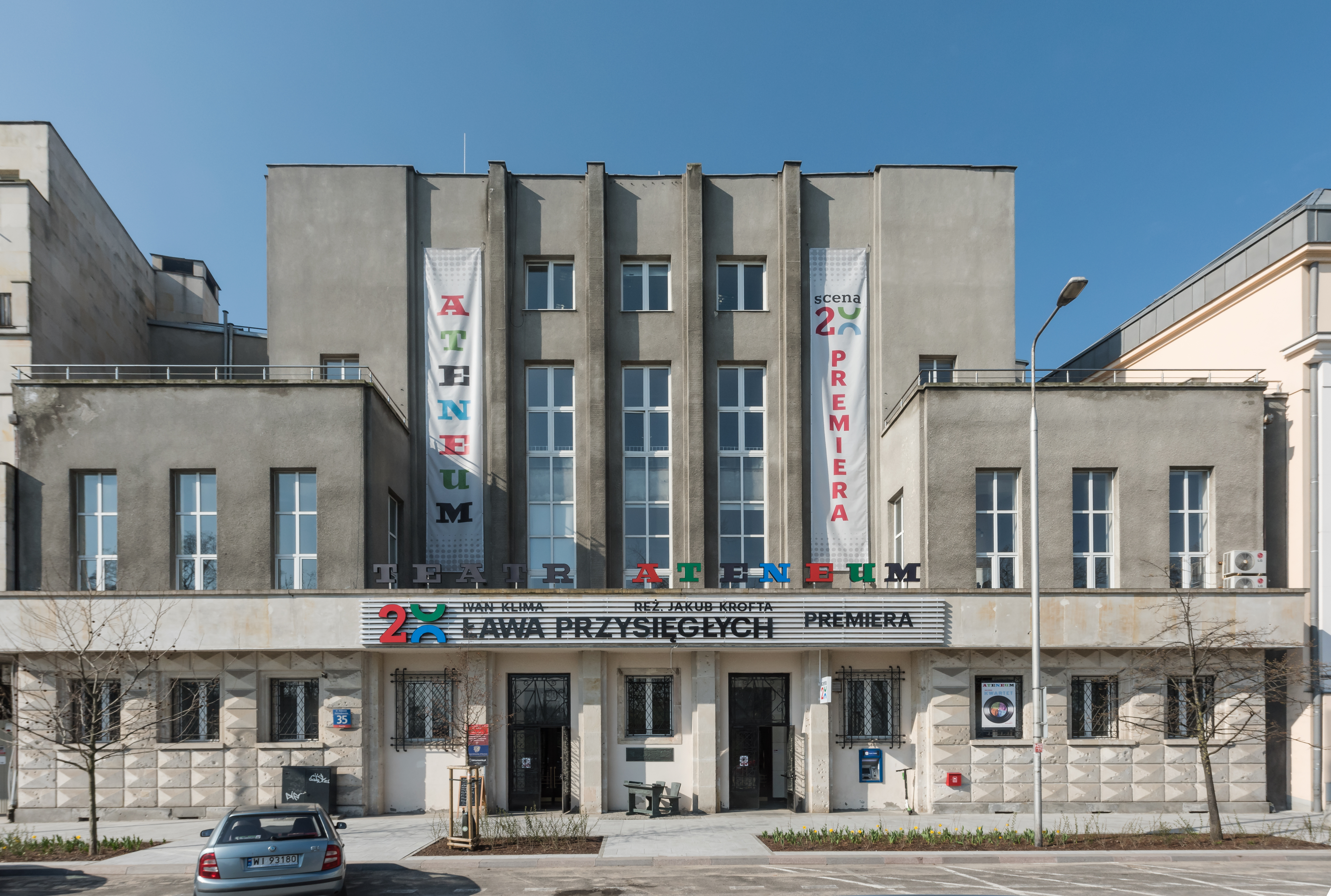
Siedziba ZNP w Warszawie, widok od Wybrzeża Kościuszkowskiego

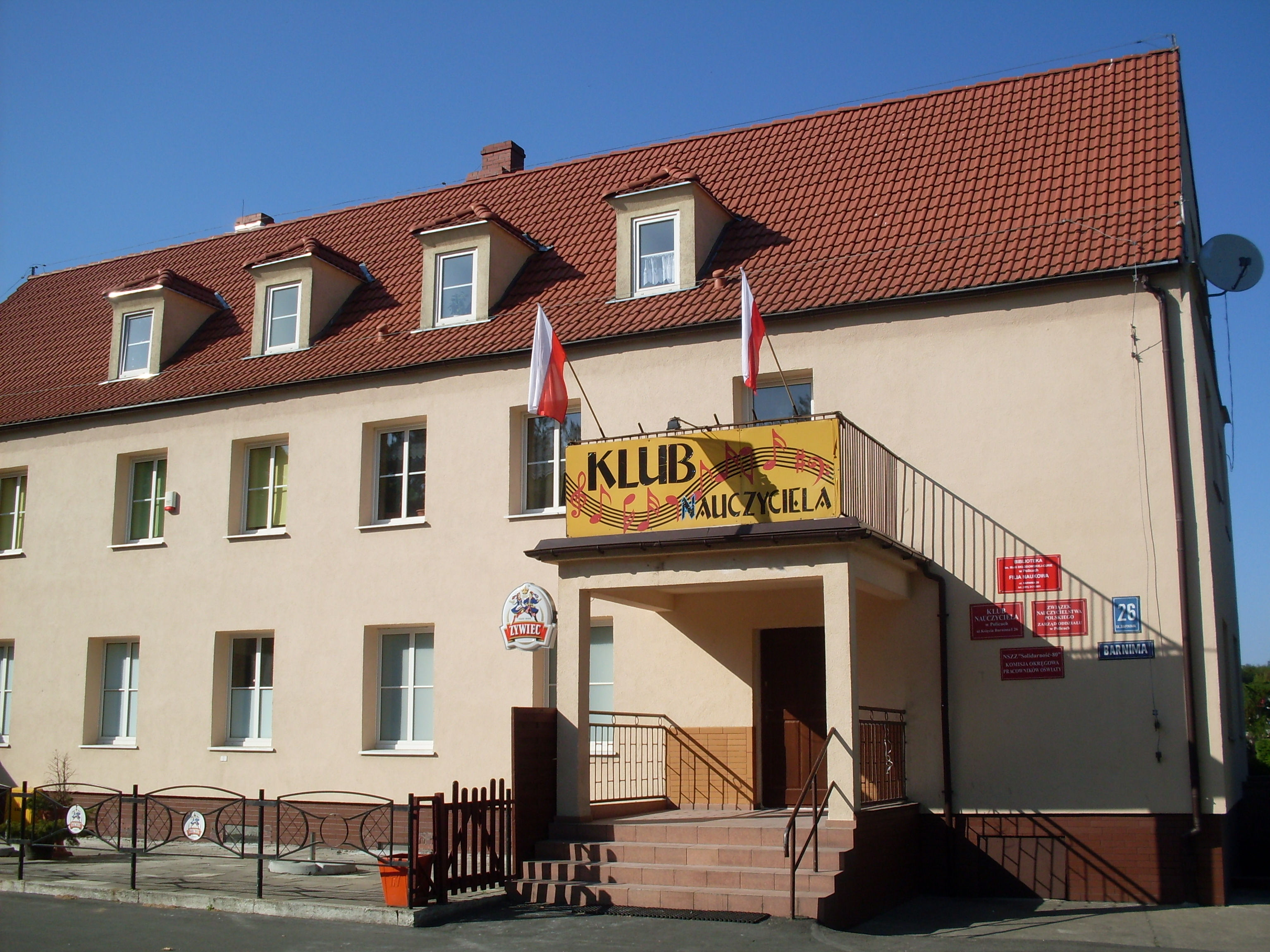
Klub Nauczyciela, siedziba ZNP w Policach (województwo zachodniopomorskie)

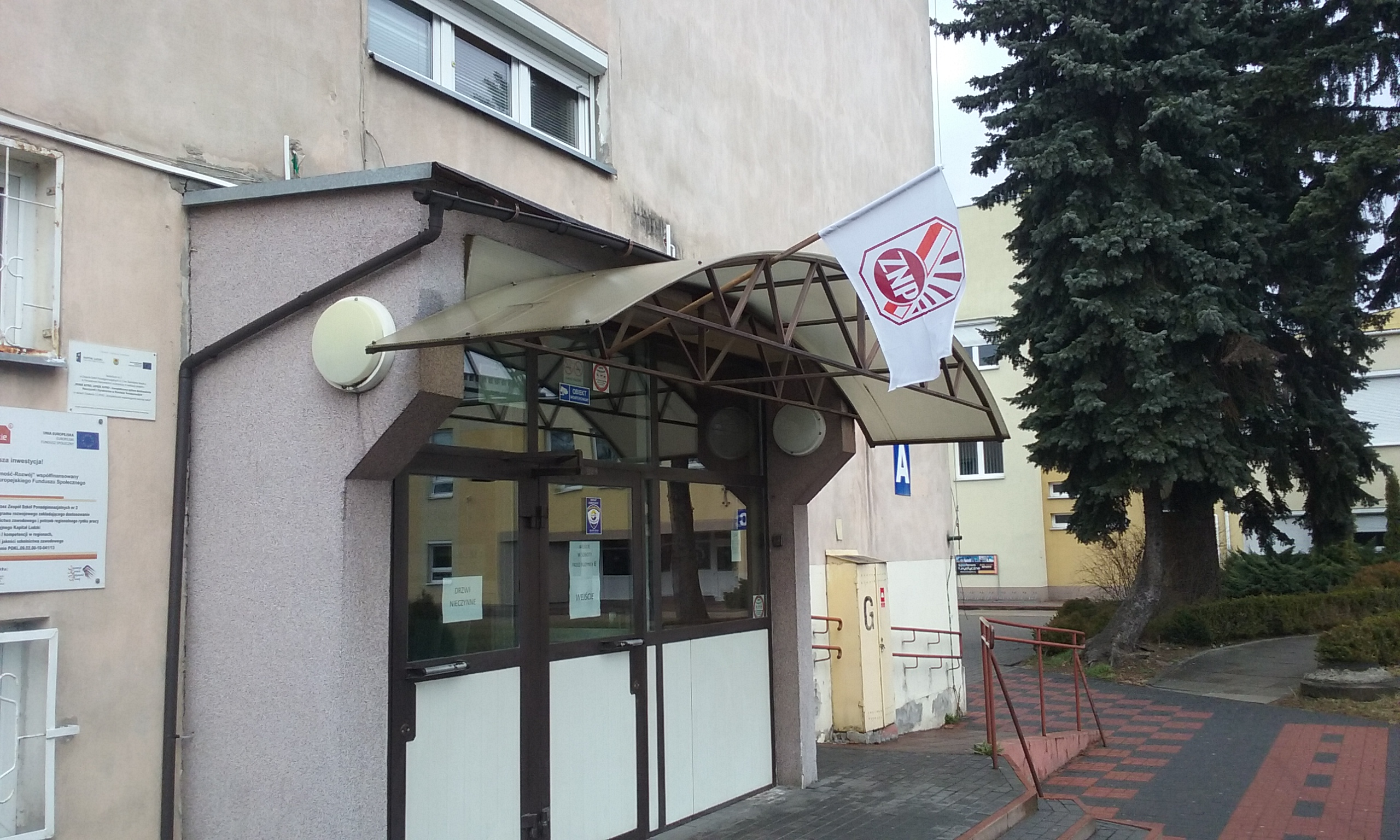
Flaga ZNP przed wejściem do jednej ze szkół w Tomaszowie Mazowieckim

Związek Nauczycielstwa Polskiego (ZNP) – związek zawodowy pracowników oświaty i wychowania, szkolnictwa wyższego i nauki w Polsce. Należy do Ogólnopolskiego Porozumienia Związków Zawodowych.

## Historia

### Powstanie związku i okres wojenny
1 października 1905 w Pilaszkowie odbył się zjazd nauczycieli, na którym powołano do życia Związek Nauczycieli Ludowych. W krótkim czasie do tego związku przystąpiło około tysiąca nauczycieli polskich. Przystępujący musieli podpisywać deklaracje, że będą dokładać wszelkich starań, aby nauczać dzieci języka polskiego i w duchu polskim. Tego typu deklaracja spowodowała, że władze carskie wystąpiły z represjami wobec działaczy związku, część z nich straciła pracę i została zmuszona do ucieczki do Galicji. 9 grudnia powstała druga organizacja nauczycielska pod nazwą Polski Związek Nauczycielski. Związek ten wchłonął ocalałych z prześladowań działaczy ZNL. Tego samego dnia powstało Stowarzyszenie Nauczycielstwa Polskiego, które w swoich szeregach skupiało głównie nauczycieli prywatnych szkół średnich. 28 grudnia w Krakowie utworzono Związek Polskiego Nauczycielstwa Ludowego, który skupiał nauczycieli pracujących w szkołach różnego typu na terenie zaboru austriackiego. Jego założycielem i wieloletnim prezesem był Stanisław Nowak.
W 1906 powstał miesięcznik Nowe Tory – nieoficjalny organ PZN w latach 1906–1914.
2 stycznia 1917 nastąpiło przyłączenie Polskiego Związku Nauczycielskiego do Stowarzyszenia Nauczycielstwa Polskiego. W czerwcu tego samego roku ukazał się pierwszy numer „Głosu Nauczycielskiego”, który pierwotnie był organem Zrzeszenia Nauczycielstwa Polskiego, a współcześnie jest organem Związku Nauczycielstwa Polskiego.
28 grudnia 1918 na wiecu nauczycieli w Poznaniu został powołany Związek Dzielnicowy Stowarzyszeń Nauczycieli Polaków na zabór pruski, w którym wzięli udział nauczyciele z Poznańskiego i Pomorza. Siedzibą związku został Poznań.
W styczniu 1919 powstał Związek Zawodowy Nauczycielstwa Polskich Szkół Średnich (ZZNPSŚ), natomiast w kwietniu – Związek Polskiego Nauczycielstwa Szkół Powszechnych (ZPNSP) z połączenia: Zrzeszenia Nauczycielstwa Polskich Szkół Początkowych i Związku Polskiego Nauczycielstwa Ludowego w Galicji. Organizacja ta była organizacją o poglądach lewicowych.
Z połączenia Związku Dzielnicowego Stowarzyszeń Nauczycieli Polaków w Poznaniu, Polskiego Towarzystwa Pedagogicznego we Lwowie, Polskiego Towarzystwa Nauczycielstwa Lwowskiego i Związku Nauczycielek w Przemyślu w styczniu 1921 powstało Stowarzyszenie Chrześcijańsko-Narodowe Nauczycielstwa Szkół Powszechnych (SCNNSP). Organizacja ta sympatyzowała z obozem narodowo-demokratycznym. Podczas wspólnego zjazdu ZZNPSŚ i ZPNSP, który odbył się w Krakowie w lipcu 1930, nastąpiło połączenie obu organizacji w jednolity Związek Nauczycielstwa Polskiego działający do dziś.
W 1936 wydawane przez ZNP czasopismo „Płomyk” spotkało się z ostrym atakiem po wydaniu numeru poświęconego ZSRR. Atak związany był z apologetycznym przedstawieniem życia w ZSRR, który znajdował się wówczas u progu „wielkiego terroru”, a bezpośrednio po kolektywizacji rolnictwa, związanego z nią Wielkiego Głodu na Ukrainie i masowych represji policyjnych.
Wraz z rozpoczęciem II wojny światowej ZNP został, tak jak wszystkie polskie organizacje, zdelegalizowany przez Niemców. W październiku 1939 związek zaczął działać w podziemiu pod nazwą Tajna Organizacja Nauczycielska (TON). Członkowie tej organizacji rozpoczęli organizować tajne nauczanie, które z narażeniem życia prowadzili przez cały okres okupacji niemieckiej.
28 marca 1945 odbyła się pierwsza konferencja prezesów okręgów ZNP, na której ogłoszono przywrócenie działalności związku.

### Okres powojenny
W dniu wprowadzenia stanu wojennego 13 grudnia 1981 Wojskowa Rada Ocalenia Narodowego zawiesiła działalność wszystkich organizacji związkowych, w tym  ZNP. Związek wznowił działalność 5 sierpnia 1983 po rejestracji statutu ZNP przez Sąd Wojewódzki w Warszawie i czystce w swych szeregach.
17 marca 2007 odbyła się manifestacja ZNP, podczas której związkowcy domagali się spełnienia obietnicy ministra 5% podwyżki płac ponad inflację, czyli 7%. W manifestacji brało udział ok. 12 000 związkowców. 29 maja odbył się strajk ostrzegawczy w szkołach w trakcie dwóch pierwszych godzin lekcyjnych.
27 maja 2008 odbył się ogólnopolski strajk w 2/3 polskich szkół i przedszkoli.
8 kwietnia 2019 ZNP rozpoczęło bezterminowy ogólnopolski strajk nauczycieli, który zawieszony został 25 kwietnia. Obejmował on 3/4 polskich szkół i przedszkoli.

## Struktura
ZNP tworzą następujące ogniwa organizacyjne:
- okręgi – na szczeblu wojewódzkim,
- oddziały – w ramach powiatów lub gmin,
- ogniska – w poszczególnych placówkach lub grupie placówek.

Najwyższą władzą ZNP jest Krajowy Zjazd Delegatów, natomiast najwyższym organem wykonawczym Zarząd Główny, na którego czele stoi prezes (od 1998 Sławomir Broniarz, jego poprzednikiem był Jan Zaciura).
Władzami poszczególnych ogniw ZNP są:
- okręgowa konferencja delegatów, zarząd okręgu,
- oddziałowa konferencja delegatów (zebranie członków oddziału), zarząd oddziału,
- zebranie ogniska, zarząd ogniska.

W ramach zarządów od szczebla oddziałów działają sekcje związkowe: sekcja pracowników administracji i obsługi, oraz sekcja emerytów i rencistów. Młodzi nauczyciele, do 35 roku życia, skupiają się w Klubach Młodego Nauczyciela. Powołano także Klub Antymobbingowy, staraniem związkowców z Okręgu Śląskiego.
Żeby usprawnić pracę oraz by dostosować działalność do specyfiki różnych poziomów nauczania powołano sekcje zawodowe: wychowania przedszkolnego, szkolnictwa ogólnokształcącego, opieki nad dzieckiem, poradnictwa i pomocy psychologiczno-pedagogicznej, szkolnictwa specjalnego, szkolnictwa zawodowego i ustawicznego, szkolnictwa rolniczego, bibliotekarska, kształcenia i doskonalenia nauczycieli.
W ogniskach obejmujących swym działaniem dwa lub więcej podmioty może działać grupa związkowa.

## Siedziba w Warszawie
Siedziba Centrali ZNP w Warszawie została wzniesiona w latach 1930–1932 według projektu Teodora Bursche i Antoniego Kowalskiego. Kompleks składał się z reprezentacyjnego budynku od strony Wybrzeża Kościuszkowskiego (m.in. z restauracją, kawiarnią i salą zebrań), siedmiokondygnacyjnego biurowca z dwoma skrzydłami mieszkalnymi od strony ul. Smulikowskiego oraz budynku hotelu i bursy z dziedzińcem wewnętrznym położonym na osi założenia po nieparzystej stronie ul. Smulikowskiego.

## Kontrowersje
W związku z odwołaniem zarządu ZNP i ustanowieniem przez władze kuratora w 1937 wybuchł strajk, w efekcie którego narzucony odgórnie Paweł Musioł ustąpił z funkcji. W trakcie zajść strajkujący utrzymywali kontakty z działaczami komunistycznymi z KPP. Obie strony dbały o dyskrecję, by ta współpraca nie została ujawniona.

## Lista prezesów
Funkcję prezesa związku pełnili kolejno:

- Stanisław Nowak (1905–1936)
- Jan Kolanko (1936–1938)
- Zygmunt Nowicki (1938–1944)
- Czesław Wycech (1945)
- Kazimierz Maj (1945–1948)
- Wojciech Pokora (1948–1951)
- Eustachy Kuroczko (1951–1955)
- Stanisław Mach (1955–1956)
- Teofil Wojeński (1956–1960)
- Józef Kwiatek (1960–1964)
- Marian Walczak (1964–1972)
- Bolesław Grześ (1972–1980)
- Eugeniusz Czerkies (1980)
- Kazimierz Piłat (1981–1990)
- Jan Zaciura (1990–1998)
- Sławomir Broniarz (1998–).